# Hiszpania na Zimowych Igrzyskach Paraolimpijskich 2010
Reprezentacja Hiszpanii na Zimowe Igrzyska Paraolimpijskie 2010 liczyła 5 zawodników. Wszyscy oni wystartowali w narciarstwie alpejskim.

## Kadra

### Narciarstwo alpejskie

#### Mężczyźni
- Andres Boira Diaz – osoby niewidome
- Gabriel Gorce Yepes – osoby niewidome
- Jon Santacana Maiztegui – osoby niewidome

#### Kobiety
- Anna Cohi Fornell – osoby niewidome
- Ursula Pueyo Marimon – osoby stojące